# إثنولوج
إثنولوج (بالإنجليزية: Ethnologue)‏ هو منشور سنوي وموقع معلوماتي تابع لمنظمة إس-أي-إل إنترنيشنل ويهتم بإحصاء أعداد متحدثي كل اللغات الإنسانية الحية وإعطاء نبذة موجزة عن كل منها وعن لهجاتها المختلفة المحكية منها والمكتوبة كذلك، يحتوي الموقع على معلومات عن أكثر من 6000 آلاف لغة ولهجة مختلفة.
أُصدر لأول مرة في عام 1951، ويُنشر الآن سنويًا من قبل إس آي إل الدولية، وهي منظمة مسيحية غير ربحية تتخذ من الولايات المتحدة مقراً لها. الغرض الرئيسي من للمنظمة هو دراسة اللغات وتطويرها وتوثيقها للأغراض الدينية وتعزيز محو الأمية.
اعتبارًا من عام 2020 ، يحتوي إثنولوج على معلومات تستند إلى الويب عن 7،117 لغة في نسخته الثالثة والعشرين، بما في ذلك عدد المتحدثين والمواقع واللهجات والانتماءات اللغوية والتسميات الذاتية وتوفر الكتاب المقدس في كل لغة ولهجة موصوفة، ووصف سريع لجهود التنشيط حيثما تم الإبلاغ عنها، وتقدير قابلية اللغة للتطبيق باستخدام مقياس الاختلال بين الأجيال المتدرج (EGIDS).